# Cámaras de acción

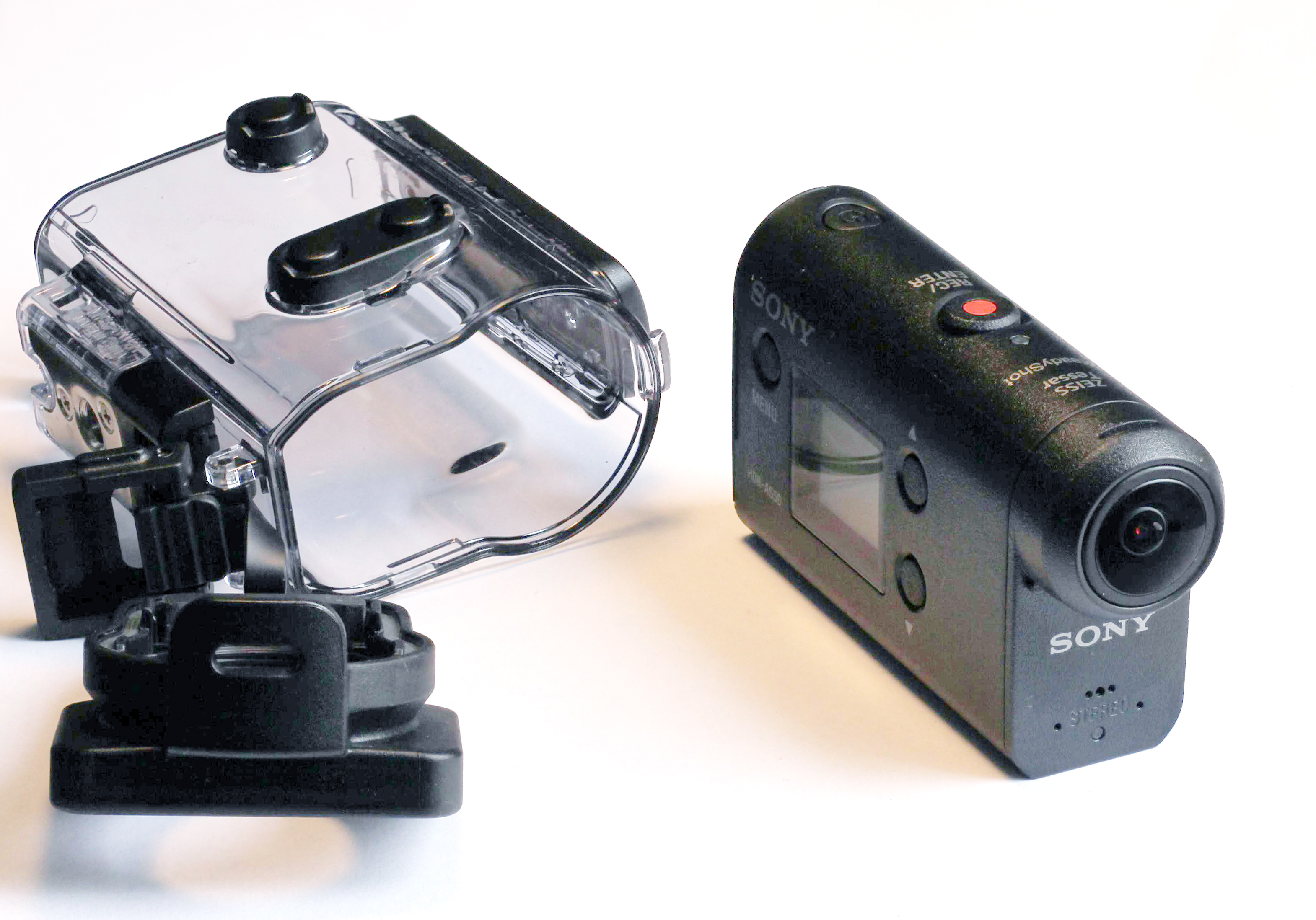
Cámara de acción con carcasa sumergible

Una cámara de acción o cámara deportiva es una cámara digital diseñada para grabar acción mientras estás inmerso en ella. Las cámaras de acción normalmente son compactas y resistentes, e impermeables. Normalmente utilizan sensores de imagen CMOS, y pueden tomar fotos a cámara rápida y en modo ráfaga, así como vídeo de definición alta récord (desde 2019, las cámaras de acción de gama media y gama alta pueden grabar vídeo a  4K y 60 fps). Grabar vídeo a cámara lenta en 120 o 240fps es también una característica común.

## Descripción
Esta cámara normalmente se lleva o se monta de tal manera que se puede disparar desde el punto de vista del protagonista de la acción. Algunos ejemplos de sitios comunes para montar un cámara de acción son un sombrero o casco, en el pecho, o en los manillares de una bici o vehículo similar. También pueden ser montadas en un trípode o en un monopié para uso en la mano. Las cámaras de acción normalmente se diseñan para requerir interacción mínima una vez la grabación ha empezado, esto permite una captura continua de la acción sin tener que interaccionar con la cámara. Una cámara de acción típica graba en una tarjeta micro SD , y tiene un conector  Micro-USB o USB-C .

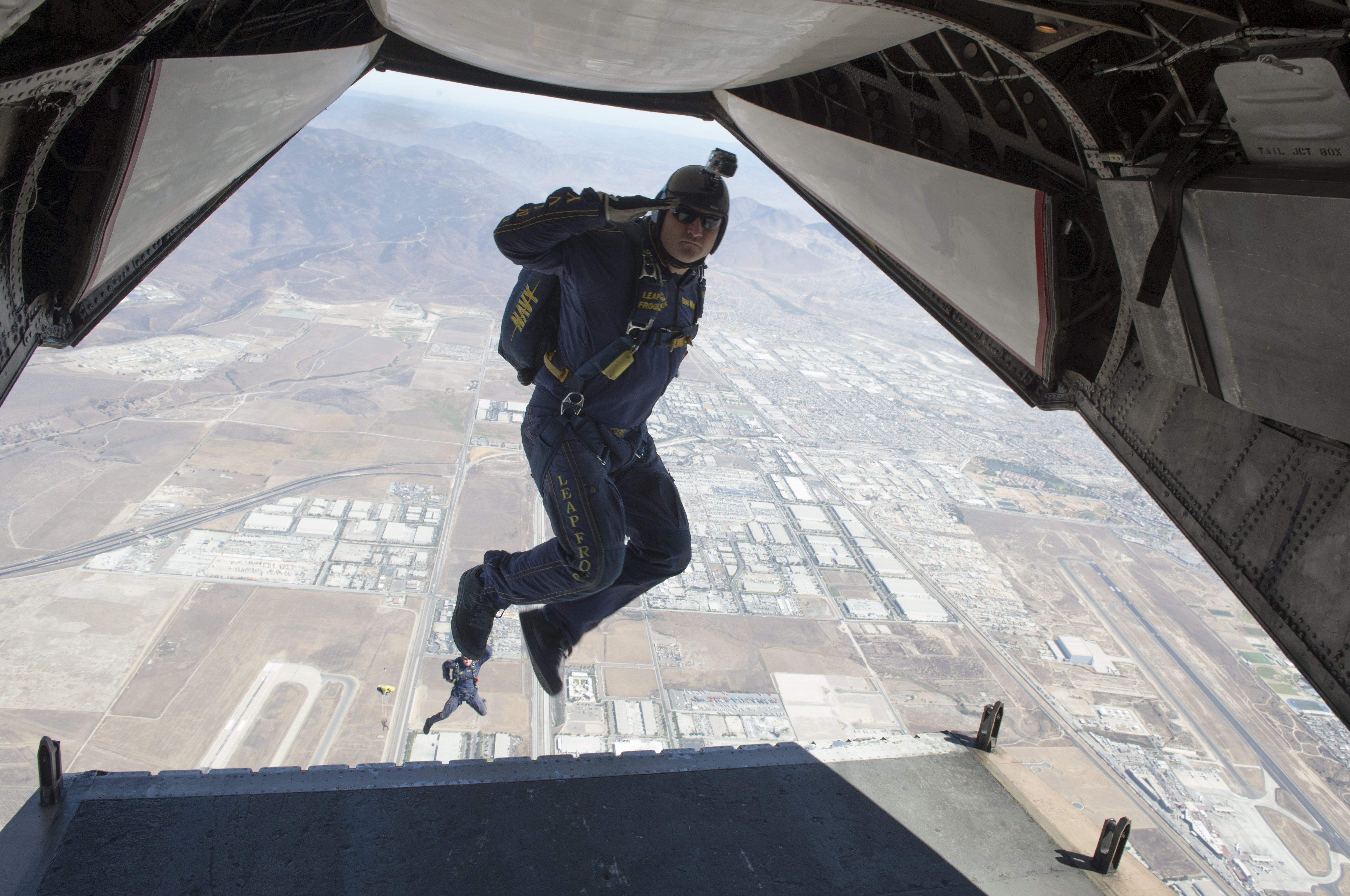
Miembro del equipo de demostración de paracaídas de la Marina con una cámara en el casco en un salto

Las cámaras de acción están asociadas con deportes al aire libre, y, a menudo unidas a cascos, tablas de surf o manillares, son una parte integral de muchos deportes extremos como salto base y wingsuit flying(vuelo en traje de alas). A veces usan varias cámaras para capturar perspectivas específicas, como una cámara de casco que ve la perspectiva del actor en combinación con una segunda cámara adherida al ambiente del actor, como una tabla, un ala, un manillar o una muñeca, que mira hacia atrás. sobre el actor y registra sus reacciones.

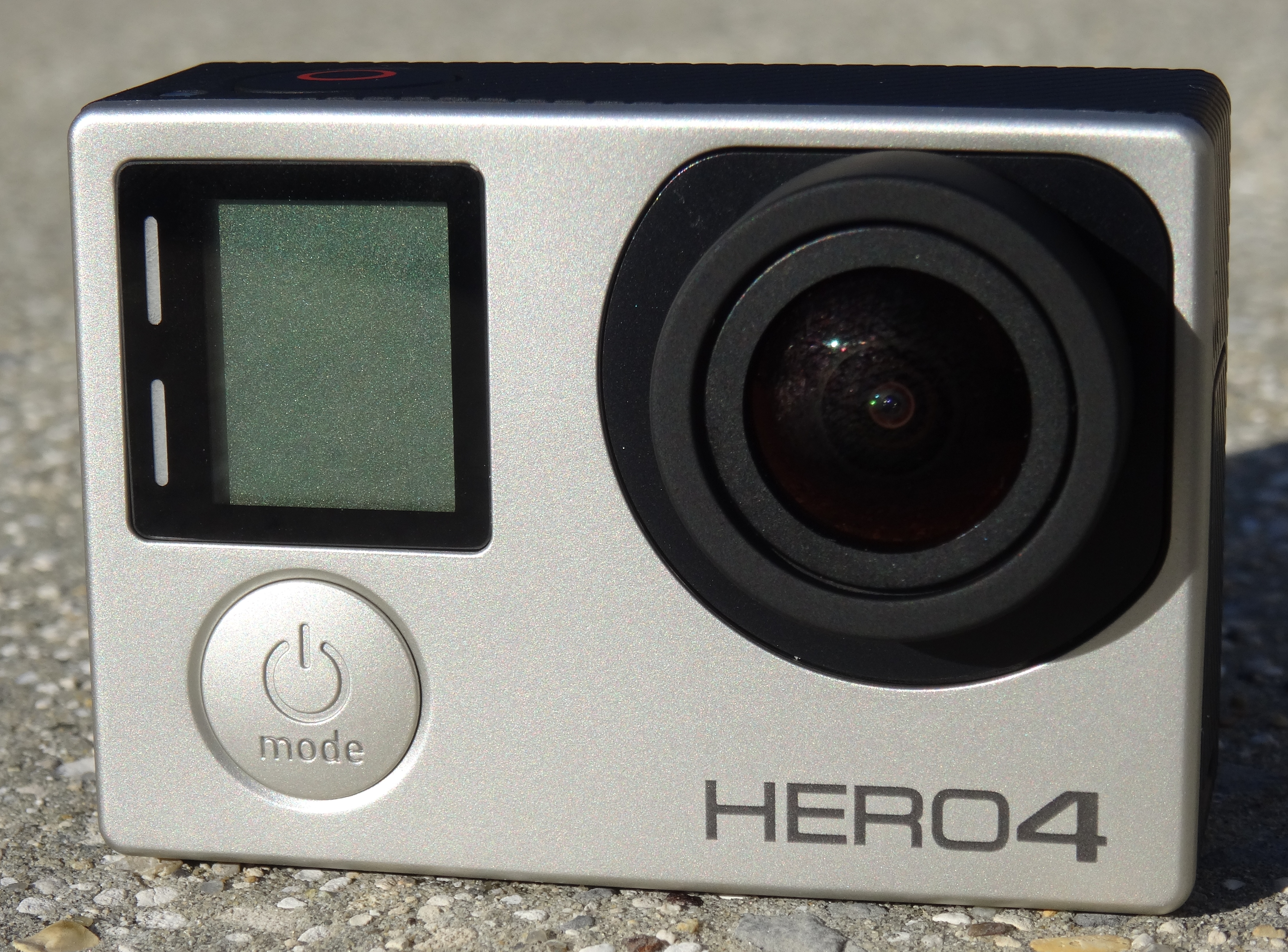
GoPro Héroe 4 Silver Edition, una de las cámaras de acción más reconocidas

Las cámaras de acción generalmente se asocian a las cámaras de la marca GoPro , muchas cámaras de acción de otras marcas vienen con un adaptador de montura GoPro para aprovechar los accesorios disponibles para estas cámaras. Sin embargo,  hay muchos alternativas a GoPro que se han ido introduciendo el mercado de cámaras de acción en los últimos tiempos.
En 2014, en todo el mundo las ventas de cámara de acción aumentaron un 44 por ciento respecto al año anterior y la mitad de ellas tienen la capacidad para disparar en Ultra Alta Definición con una resolución 4K. Las ventas de cámaras de acción han superado a las videocámaras tradicionales  y a las cámaras compactas, y se predice que en 2019, las ventas de cámaras de acción superarán a todos los tipos de cámaras debido a la disminución o estabilización de las ventas de otros tipos de cámaras.
Para 2021, se espera que la categoría Ultra HD del mercado de cámaras de acción alcance los $ 3.3 mil millones. Mientras tanto, se espera que la categoría Full HD alcance los $ 2,2 mil millones, con la industria de vigilancia / seguridad impulsando el crecimiento.

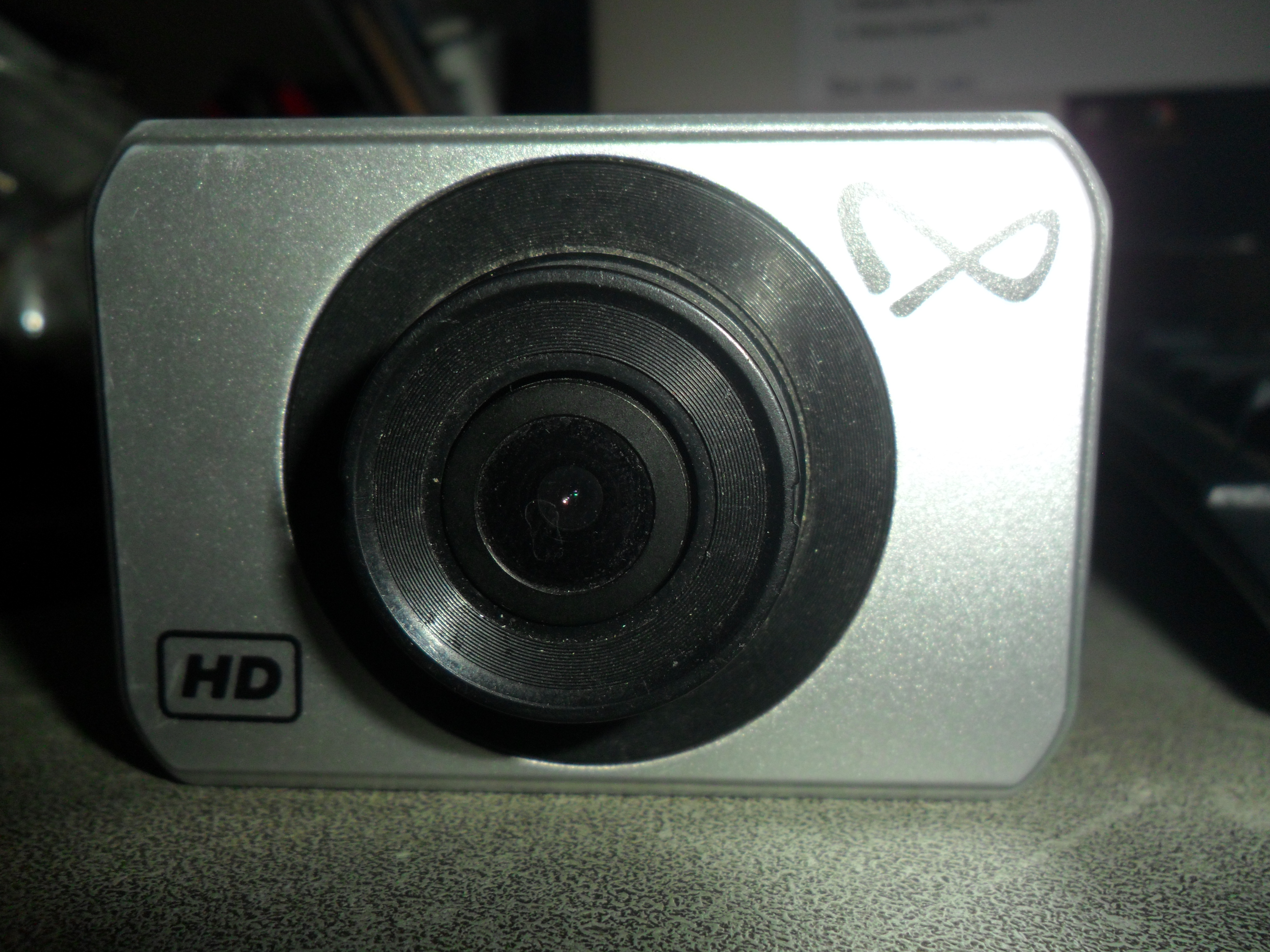
8ten cámara de acción, cámara HD de presupuesto bajo

En 2018, Sony lanzó una cámara resistente al agua y a los impactos con un sensor de 1 "en un tamaño de cuerpo similar a una cámara de acción. Sin embargo, Sony no la comercializa como una cámara de acción; más bien, como una cámara de video profesional con la capacidad de disparar hasta 15 cámaras al mismo tiempo.
Además de la línea GoPro otros modelos de cámara de acción son:
- Sony HDR-AS10, HDR-AS15 and HDR-AS30V[6][7]
- Garmin VIRB[8]
- Panasonic HX-A500E[9]
- Toshiba Camileo X-Sports[10]
- Polaroid Cube[11]
- TomTom Bandit[12]
- Xiaomi YiCamera[13]
- Ricoh WG-M1